# Wangjiajing (köpinghuvudort i Kina, Zhejiang Sheng, lat 29,63, long 120,21)
Wangjiajing (kinesiska: 王家井, 王家井镇) är en köpinghuvudort i Kina. Den ligger i provinsen Zhejiang, i den östra delen av landet, omkring 69 kilometer söder om provinshuvudstaden Hangzhou. Antalet invånare är 28 448. Befolkningen består av 14 657 kvinnor och 13 791 män. Barn under 15 år utgör 12,0 %, vuxna 15-64 år 73 %, och äldre över 65 år 13,0 %.
Runt Wangjiajing är det tätbefolkat, med 493 invånare per kvadratkilometer. Närmaste större samhälle är Zhuji, 10,4 km norr om Wangjiajing. I omgivningarna runt Wangjiajing växer i huvudsak blandskog.
Genomsnittlig årsnederbörd är 2 020 millimeter. Den regnigaste månaden är juni, med i genomsnitt 365 mm nederbörd, och den torraste är januari, med 79 mm nederbörd.